# 小行星6567
小行星6567（英語：6567 Shigemasa）是一颗围绕太阳公转的小行星。1992年11月16日，圓舘金、渡邊和郎在北见发现了此天体。
这颗小行星的绝对星等为110.79892等。